# September 2009
Portal Geschichte | Portal Biografien | Aktuelle Ereignisse | Jahreskalender | Tagesartikel

◄ |
20. Jahrhundert |
21. Jahrhundert

◄ |
1970er |
1980er |
1990er |
2000er
| 2010er | 2020er | 2030er | ►

◄ |
2005 |
2006 |
2007 |
2008 |
2009
| 2010 | 2011 | 2012 | 2013 | ►

◄ |
Juni 2009 |
Juli 2009 |
August 2009 |
September 2009 |
Oktober 2009 |
November 2009 |
Dezember 2009 |
►
Dieser Artikel behandelt tagesbezogene Nachrichten und Ereignisse im September 2009.

## Tagesgeschehen

### Dienstag, 1.  September 2009

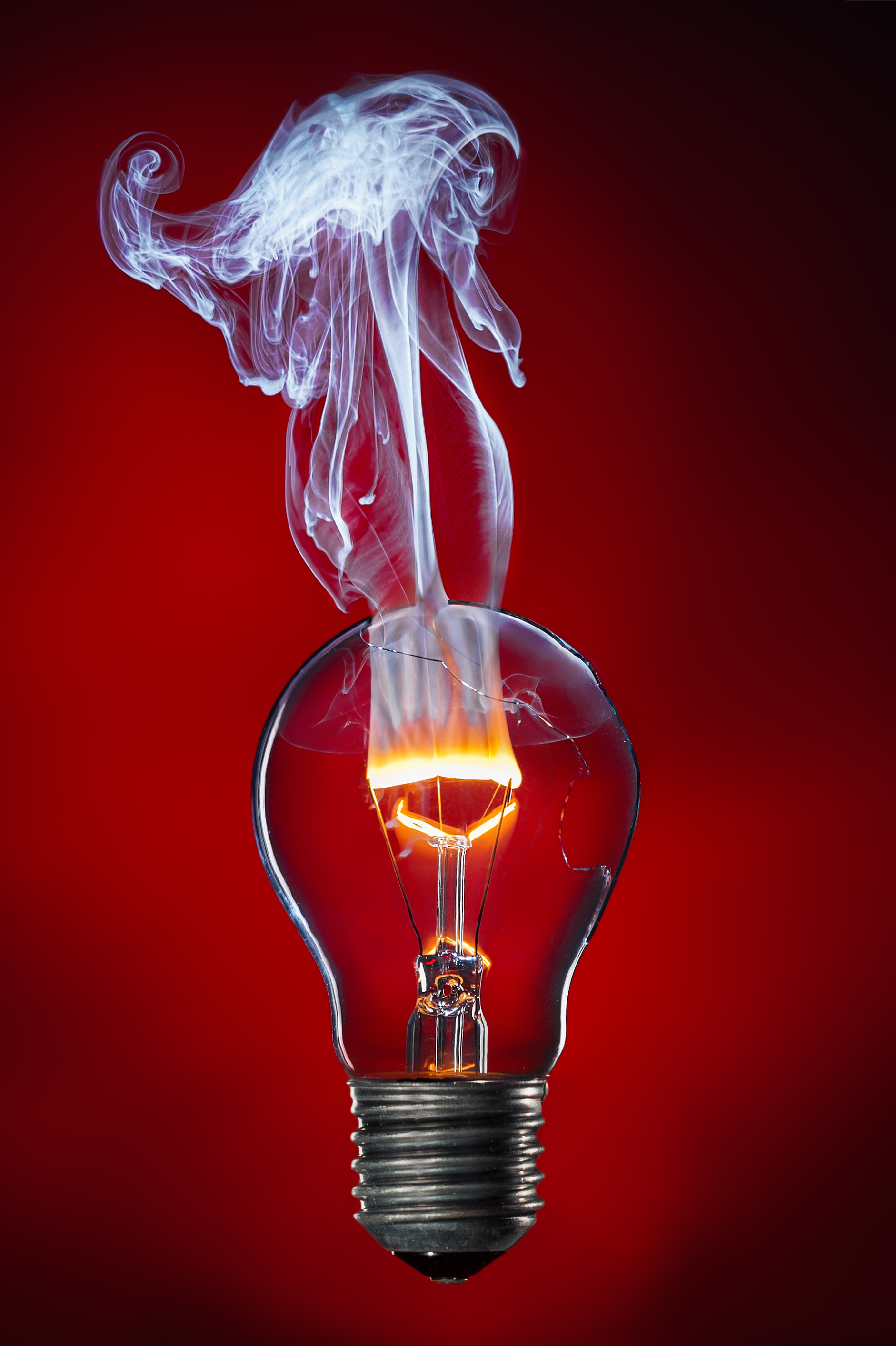
Ende der Glühlampe

- Aachen/Deutschland: Das politische Tourneetheater Berliner Compagnie und der Friedensaktivist Zdravko Marjanović werden mit dem Aachener Friedenspreis ausgezeichnet.[1]
- Brüssel/Belgien: Das Herstellungsverbot von Glühlampen innerhalb der Europäischen Union tritt in Kraft. Eine EG-Verordnung verbietet die Herstellung von matten und klaren Glühlampen mit einer Leistung von mehr als 75 Watt, weil der größte Teil der abgegebenen Energie als Wärme statt als Licht emittiert. In der Folge greifen die Verbraucher auf dem Markt verstärkt zu den „verbotenen“ Produkten.[2]
- Diktel/Nepal: Nach einem Erdrutsch in einem Bergdorf im Nordosten des Landes werden 14 Menschen vermisst.[3]
- London / Vereinigtes Königreich: Der Generalsekretär des Commonwealth of Nations, Kamalesh Sharma, gibt den Ausschluss Fidschis bekannt, dessen Regierung zuvor die Rückkehr zur Demokratie nach dem Putsch von 2006 verweigerte.[4]
- Santa Leocadia/Portugal: Bei einem Zusammenstoß zwischen einem Nahverkehrszug und einem Kleinbus kommen im Norden des Landes vier Menschen ums Leben und drei weitere werden verletzt.[5]

### Mittwoch, 2. September 2009
- Athen, Thessaloniki / Griechenland: In der Nähe der Börse in Athen und in der Nähe eines Ministeriums in Thessaloniki explodieren zwei Bomben, dabei wird eine Frau leicht verletzt.[6]
- Eschborn/Deutschland: Die 5 Milliarden Euro aus dem Fördertopf der Abwrackprämie sind aufgebraucht. Für 15.000 weitere Antragsteller wird eine Warteliste eingerichtet.[7]
- Jakarta/Indonesien: Ein Erdbeben der Stärke 7,0 Mw erschüttert die Insel Java, dabei kommen mindestens 57 Menschen ums Leben.[8]

### Donnerstag, 3. September 2009

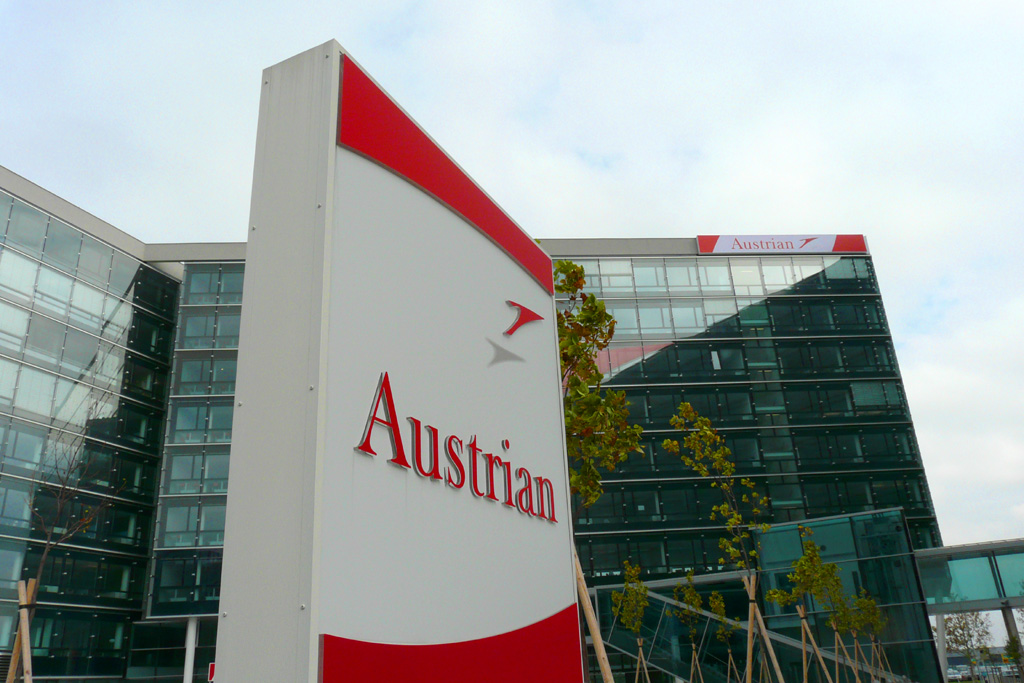
Sitz der Austrian Airlines

- Bagdad/Irak: Der britische Computerfachmann Peter Moore ist vermutlich tot. Der vor mehr als zwei Jahren verschleppte Brite sei ermordet worden, den irakischen Behörden sei eine Leiche überreicht worden, bei der es sich vermutlich um den Computerspezialisten handelt.[9]
- Morelia/Mexiko: Dem blutigen Drogenkrieg rivalisierender Banden sind am Dienstag und Mittwoch erneut mehr als 40 Menschen zum Opfer gefallen, zu ihnen zählt der stellvertretende Minister für öffentliche Sicherheit von Michoacán, José Manuel Revueltas.[10]
- Užice/Serbien: Bei einer Serie von Explosionen in einer unterirdischen Munitionsfabrik kommen sechs Menschen ums Leben und zehn weitere werden verletzt.[11]
- Wien/Österreich: Die Lufthansa übernimmt die österreichische Fluggesellschaft Austrian Airlines. Die EU-Wettbewerbskommissarin Neelie Kroes genehmigte die geplante Übernahme einen Monat zuvor.[12][13]

### Freitag, 4. September 2009
- Kundus/Afghanistan: Bei einem von der deutschen Bundeswehr angeordneten Luftschlag auf zwei von den Taliban entführte Tanklastzüge sterben bis zu 142 Menschen, darunter auch Zivilisten.[14]
- Lima/Peru: Kämpfer der Rebellengruppe Leuchtender Pfad schießen einen Hubschrauber der Luftwaffe ab, drei Soldaten kommen dabei ums Leben und fünf weitere werden verwundet. Die Rebellen griffen im Laufe der vergangenen Woche Patrouillen der Armee und einen Posten an, dabei wurden insgesamt fünf Soldaten getötet.[15]
- Moskau/Russland: In der Hauptstadt wird der internationale Flughafen Scheremetjewo-2 aufgrund von Personalmangel vorübergehend lahmgelegt. Alle Linienflüge können nicht wie vorgesehen abheben.[16]
- Niederkalifornien/Mexiko: Bei Überschwemmungen auf der Halbinsel kommt mindestens ein Mensch ums Leben. Hunderte Menschen in abgelegenen Fischerdörfern sind abgeschnitten. Zu den Überschwemmungen kam es durch heftige Regenfälle, die Hurrikan Jimena in die Region brachte.[17]
- Nowa Kachowka/Ukraine: Knapp 170 Kriminelle stürmen ein Cognac-Werk und liefern sich gewaltsame Auseinandersetzungen mit der Belegschaft und der Polizei. Dabei werden etwa 40 Menschen verletzt und 168 Verdächtige festgenommen.[18]
- Pjöngjang/Nordkorea: Das Land erreicht nach eigenen Angaben die Endphase der Uran-Anreicherung, die den Bau von Atomwaffen ermöglicht.[19]

### Samstag, 5. September 2009
- Ohridsee/Mazedonien: Mindestens 17 Menschen kommen bei einem Schiffsunglück ums Leben. Ein Ausflugsschiff, auf dem sich hauptsächlich bulgarische Touristen befinden, kentert etwa 300 Meter vor der Küste. 53 Passagiere können gerettet werden, einige der Geretteten erlitten Verletzungen.[20]
- West-, Zentralafrika: Rund 350.000 Menschen müssen ihre Häuser aufgrund von Hochwasser verlassen. Allein in Ghana und Burkina Faso sterben mindestens 30 Menschen.[21] In der Folge sind über 600.000 Menschen von dem Hochwasser betroffen.[22]

### Sonntag, 6. September 2009
- Bulqize/Albanien: Ein Erdbeben der Stärke 5,2 Mw beschädigt 166 Häuser erheblich und macht ihre Einwohner zumindest vorübergehend obdachlos. Das Beben ereignet sich kurz vor Mitternacht zwischen den Dörfern Shupenze und Gjorice e Siperme nahe der mazedonischen Grenze.[23][24]
- Monterrey/Mexiko: Im Bundesstaat Tabasco ermorden Unbekannte den einflussreichen Lokalpolitiker José Francisco Fuentes Esperón und dessen Familie. Der Mann kandidierte für die Partido Revolucionario Institucional (PRI) bei den bevorstehenden Kommunalwahlen in der Hauptstadt Villahermosa.[25]
- Zamboanga del Norte/Philippinen: Im Süden des Landes verunglückt eine Fähre mit 964 Personen an Bord rund 15 Kilometer vom Ufer entfernt. 880 Menschen können gerettet werden, vier werden tot geborgen, 80 gelten zunächst als vermisst. Das Schiff befand sich auf dem Weg von General Santos nach Iloilo.[26]

### Montag, 7. September 2009
- Aostatal/Italien: Beim Absturz eines Hubschraubers im südlichen Mont-Blanc-Massiv kommen drei Menschen ums Leben, ein vierter wird schwer verletzt. Das Unglück geschah gegen 13 Uhr während Instandhaltungsarbeiten an einer elektrischen Oberleitung.[27]
- Apia/Samoa: Der Staat wechselt vom Rechts- zum Linksverkehr mit der Begründung, nicht länger teure US-amerikanische Fahrzeuge einführen zu müssen und auf günstigere japanische, australische oder neuseeländische Neu- und Gebrauchtwagen zurückgreifen zu können.[28]
- Samar/Philippinen: 24 Stunden nach dem Fährunglück sinkt ein weiteres Schiff vor der Ostküste des Inselstaates. Der in Panama registrierte Frachter „MV Hera“ mit 20 Besatzungsmitgliedern war mit Holz beladen und befand sich auf dem Weg von Papua-Neuguinea nach China.[29]

### Dienstag, 8. September 2009
- Berlin/Deutschland: Der Deutsche Bundestag hebt einstimmig alle Verurteilungen der Nationalsozialisten wegen „Kriegsverrates“ während des Zweiten Weltkrieges auf.[30] Zehn Tage später wird das Gesetz auch vom Bundesrat ratifiziert.[31]
- Berlin/Deutschland: Die frühere RAF-Terroristin Verena Becker wird ins Gefängnis eingeliefert. Die 57-Jährige war aus der Untersuchungshaft in Karlsruhe in die Hauptstadt verlegt worden. Becker steht laut Bundesanwaltschaft unter dem dringenden Verdacht, an der Ermordung von Generalbundesanwalt Siegfried Buback und zweier seiner Begleiter durch die Rote Armee Fraktion am 7. April 1977 in Karlsruhe beteiligt gewesen zu sein.[32]
- Istanbul/Türkei: Nach einem schweren Sturm mit heftigen Regenfällen wird im Nordwesten des Landes eine fünfköpfige Familie vermisst. Im Schwarzen Meer zerbricht vor dem türkischen Küstenort Kilyos ein vor Anker liegendes Frachtschiff, die Besatzung wird gerettet.[33] Am Mittwoch reißt eine Flutwelle in Istanbul mindestens 31 Menschen in den Tod.[34]
- Pingdingshan/China: Bei einem Minenunglück in der Provinz Henan kommen nach einer Gasexplosion mindestens 35 Grubenarbeiter ums Leben, 44 weitere werden in der Kohlegrube eingeschlossen.[35]

### Mittwoch, 9. September 2009
- Freetown / Sierra Leone: Ein Schiff mit mindestens 150 Passagieren an Bord sinkt bei stürmischem Wetter vor der Küste. 36 Personen können gerettet werden, mindestens 80 Menschen kommen ums Leben.[36]
- Mexiko-Stadt/Mexiko: Ein durch einen bolivianischen Pfarrer entführte Passagiermaschine vom Typ Boeing 737 wird unblutig befreit.[37]
- São Paulo/Brasilien: Durch einen tornadoähnlichen Sturm kommen in Südamerika mindestens 17 Menschen ums Leben. Das Unwetter zieht mit heftigem Regen, Hagelschauern und starken Winden über Nordargentinien, Uruguay, Paraguay und den Süden Brasiliens hinweg.[38]

### Donnerstag, 10. September 2009

Logo der Fußball-Europameisterschaft der Frauen 2009

- Brünn/Tschechische Republik: Das Verfassungsgericht befindet das Gesetz zur Durchführung der vorgezogenen Wahl des Abgeordnetenhauses für verfassungswidrig. Das Gesetz wird mitsamt der Verkündung der Wahl durch den Staatspräsidenten aufgehoben und die bereits in Vorbereitung befindliche Parlamentswahl am 9. und 10. Oktober gestoppt.[39]
- Detroit / Vereinigte Staaten: General Motors gibt bekannt, 55 Prozent seiner Anteile an Opel an ein Konsortium um den österreichisch-kanadischen Autozulieferer Magna verkaufen zu wollen.[40]
- Essen/Deutschland: Das deutsche Unternehmen Arcandor veräußert seine Mehrheitsanteile am Unternehmen Thomas Cook Group an ein Bankenkonsortium.[41]
- Helsinki/Finnland: Durch einen 6:2-Erfolg über England im Finale der Fußball-Europameisterschaft der Frauen wird Deutschland zum fünften Mal in Folge und zum siebten Mal insgesamt Europameister. Die Deutsche Inka Grings ist mit sechs Treffern Torschützenkönigin des Turniers.[42]
- Moskau/Russland: Venezuelas Präsident Hugo Chávez gibt die Anerkennung der von Georgien abtrünnigen Republiken Abchasien und Südossetien bekannt, die ansonsten nur von Russland und Nicaragua anerkannt werden.[43]
- Ulm/Deutschland: Bei Sondierungsbohrungen auf dem Hauptbahnhof explodiert eine Fliegerbombe aus dem Zweiten Weltkrieg, die in rund sieben Meter Tiefe lag. Ein Arbeiter wird verletzt, zwei weitere erleiden einen Schock.[44]
- Wien/Österreich: Bei der Amadeus-Verleihung wird Hansi Lang für sein Lebenswerk ausgezeichnet.

### Freitag, 11. September 2009

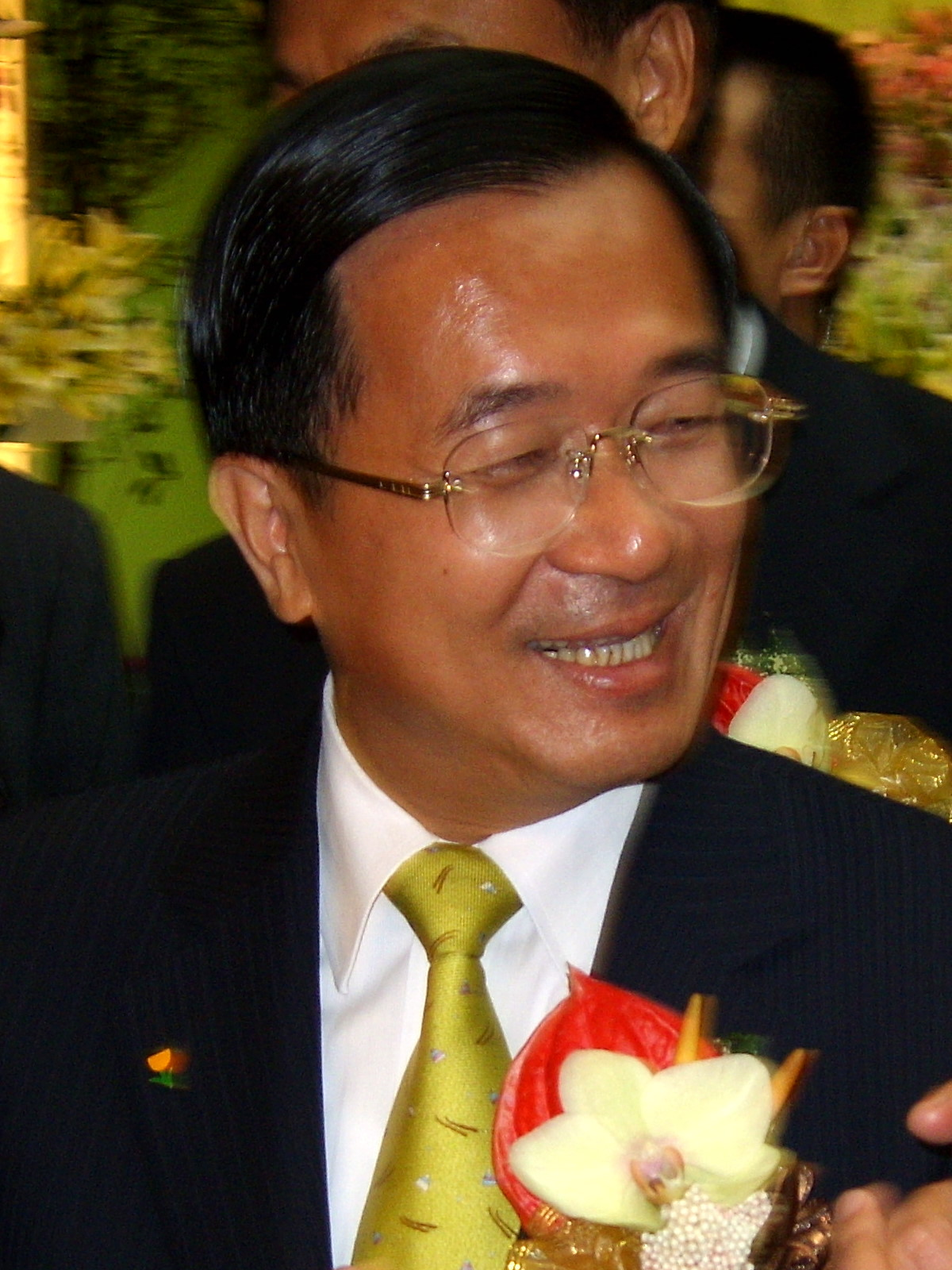
Chen Shui-bian

- Brüssel/Belgien: Kroatien und Slowenien einigen sich im Grenzkonflikt auf einen Kompromiss und infolgedessen hebt Slowenien sein Veto gegen eine Fortführung der Beitrittsverhandlungen Kroatiens mit der Europäischen Union auf. Lediglich der außenpolitische Ausschuss des slowenischen Parlamentes muss dieser Entscheidung noch zustimmen. Kroatien strebt einen Beitritt bis zum Jahr 2011 an.[45]
- Kampala/Uganda: Bei Demonstrationen gegen ein Besuchsverbot für den Baganda-König Ronald Muwenda Mutebi werden mindestens sieben Menschen getötet und Dutzende verletzt.[46]
- Norte de Santander/Kolumbien: Bei einem Bombenanschlag mit Hilfe eines Esels sind im Norden Kolumbiens zwei Zivilisten getötet und sechs Soldaten verletzt worden. Die Toten gehörten zu einer Gruppe von Arbeitern, die unter dem Schutz der Soldaten in der Provinz illegale Kokafelder rodeten. Die Bombe sei an einem Esel befestigt gewesen und am Vortag ferngesteuert gezündet worden.[47]
- Taipeh/Taiwan: Der ehemalige Präsident Chen Shui-bian wird wegen Korruption zu einer lebenslangen Freiheitsstrafe verurteilt.[48]

### Samstag, 12. September 2009
- Havanna/Kuba: Mit dem Tod von Juan Almeida Bosque im Alter von 82 Jahren verliert der Revolutionsführer Fidel Castro einen langjährigen Weggefährten, der an seiner Seite gegen den Diktator Fulgencio Batista gekämpft hatte.[49]
- Manila/Philippinen: Durch Überschwemmungen und Erdrutsche kommen mindestens elf Menschen ums Leben, ein seit rund drei Tagen wütender Tropensturm hat zudem insgesamt 360.000 Menschen in fünf Provinzen der Insel Luzon obdachlos gemacht.[50]
- Moskau/Russland: Bei Feuergefechten in der umkämpften Nordkaukasusregion wurden mindestens sieben Menschen getötet und zehn weitere verletzt.[51]
- München/Deutschland: In der S-Bahn-Station Solln prügeln zwei Jugendliche den 50-Jährigen Dominik Brunner zu Tode, nachdem dieser einigen Kindern beistehen wollte, die von den Jugendlichen bedroht wurden.[52]
- Radebeul/Deutschland: Bei den Feierlichkeiten zum 125. Bestehen der Lößnitzgrundbahn stoßen bei Friedewald zwei vollbesetzte Dampfzüge zusammen. Von den etwa 250 Fahrgästen werden 44  verletzt, davon vier schwer. Die Festveranstaltung wurde abgebrochen.[53]
- Saalfeld/Deutschland: Mehrere Brandsätze nahe dem Bahnhof Saalfeld (Saale) legen den Bahnverkehr in Südostthüringen lahm. An einem Bahnknoten wurden am frühen Morgen elf Brandsätze entdeckt. Sechs davon hatten bereits Feuer in Kabelschächten ausgelöst, Abschnitte der Strecken von Saalfeld/Saale nach Gera, Jena und Arnstadt wurden gesperrt.[54]
- Venedig/Italien: Der israelische Beitrag Lebanon von Samuel Maoz wird mit dem Goldenen Löwen der 66. Filmfestspiele ausgezeichnet. Die deutschen Beiträge Soul Kitchen von Fatih Akın und Zanan bedun-e mardan von Shirin Neshat werden ebenfalls preisgekrönt.[55]

### Sonntag, 13. September 2009

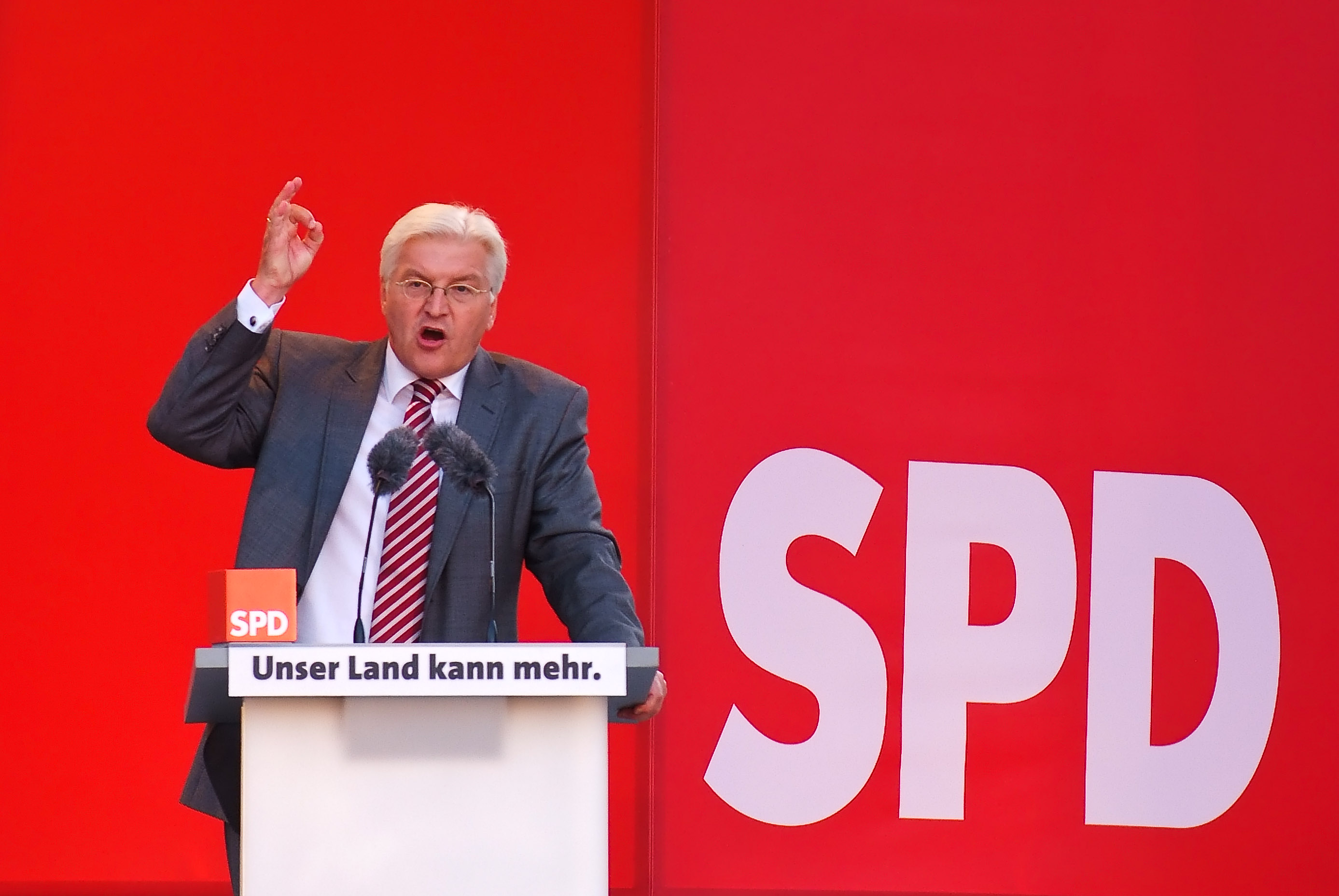
Frank-Walter Steinmeier

- Arenys de Munt/Spanien: Ein Referendum zur Unabhängigkeit Kataloniens in der Gemeinde Arenys de Munt bildet den Auftakt zu einer Serie von Referenden zu dieser Frage in verschiedenen Gemeinden Kataloniens.
- Berlin/Deutschland: Bundeskanzlerin Angela Merkel (CDU) und Vize-Kanzler Frank-Walter Steinmeier (SPD) treten beim Fernsehduell gegeneinander an und betonen die „gute Zusammenarbeit“ in der Großen Koalition sowie unterschiedliche Vorstellungen von der Zukunft Deutschlands.[56]
- Taldyqorghan/Kasachstan: Bei einem Feuer in einer Klinik für Drogenabhängige kommen 38 Menschen ums Leben.[57]

### Montag, 14. September 2009

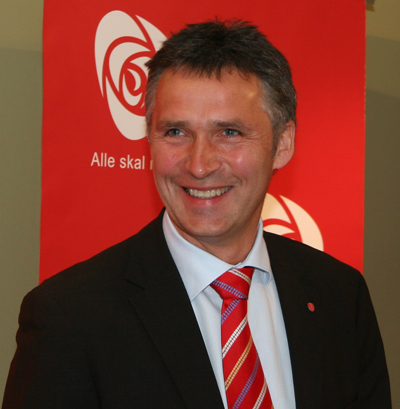
Jens Stoltenberg

- Berlin/Deutschland: Beim Fernsehduell der Oppositionsparteien treten Guido Westerwelle (FDP), Jürgen Trittin (Bündnis 90/Die Grünen) und Oskar Lafontaine (Die Linke) gegeneinander an.[58]
- Karatschi/Pakistan: In einem Lagerhaus kommt es während der Ausgabe von Lebensmitteln an Arme zu einer Massenpanik. Dabei kommen 18 Frauen ums Leben, neun weitere werden verletzt.[59]
- München/Deutschland: An Dominik Brunner, der tödlich verletzt wurde, als er Kinder vor Übergriffen schützen wollte, wird posthum der Bayerische Verdienstorden verliehen.[60]
- Oslo/Norwegen: Bei den Parlamentswahlen kann die Mitte-links-Regierung von Jens Stoltenberg ihre Mehrheit im Storting knapp verteidigen.[61]
- Stuttgart/Deutschland: Eine Fokker 100 der Contact Air muss nach Problemen mit dem Fahrwerk auf einem Schaumteppich notlanden. Von den 78 Personen an Bord, darunter der Vorsitzende der SPD, Franz Müntefering, erleiden lediglich zwei leichte Verletzungen.[62]
- Yala/Thailand: Bei einem Überfall von Rebellen im Süden des Landes werden fünf Soldaten einer paramilitärischen Einheit erschossen.[63]

### Dienstag, 15. September 2009
- Aldeia de Sete/Portugal: Beim Absturz eines Kleinflugzeugs kommen alle drei Insassen der Maschine ums Leben.[64]
- New York / Vereinigte Staaten: Die belgische Tennisspielerin Kim Clijsters und der Argentinier Juan Martín del Potro gewinnen die Einzelwettbewerbe der US Open.

### Mittwoch, 16. September 2009
- Bern/Schweiz: Didier Burkhalter wird bei der Ersatzwahl als neuer Bundesrat zum Nachfolger vom zurückgetretenen Pascal Couchepin gewählt.[65]
- Boulogne-Billancourt/Frankreich: Der Teamchef des Formel-1-Teams von Renault, Flavio Briatore und Chefingenieur Pat Symonds treten von ihrem Ämtern zurück. Zuvor war bekannt geworden, dass sie beim Großen Preis von Singapur 2008 ihren Fahrer Nelson Piquet junior zu einem vorsätzlichen Unfall verleitet hatten, durch welchen sein Teamkollege Fernando Alonso einen entscheidenden Vorteil ziehen und das Rennen gewinnen konnte.[66]
- Brüssel/Belgien: Das Europäische Parlament bestätigt den portugiesischen Christdemokraten José Manuel Barroso mit den Stimmen von Konservativen und Liberalen für eine zweite Amtszeit als Präsident der Europäischen Kommission.[67]

### Donnerstag, 17. September 2009

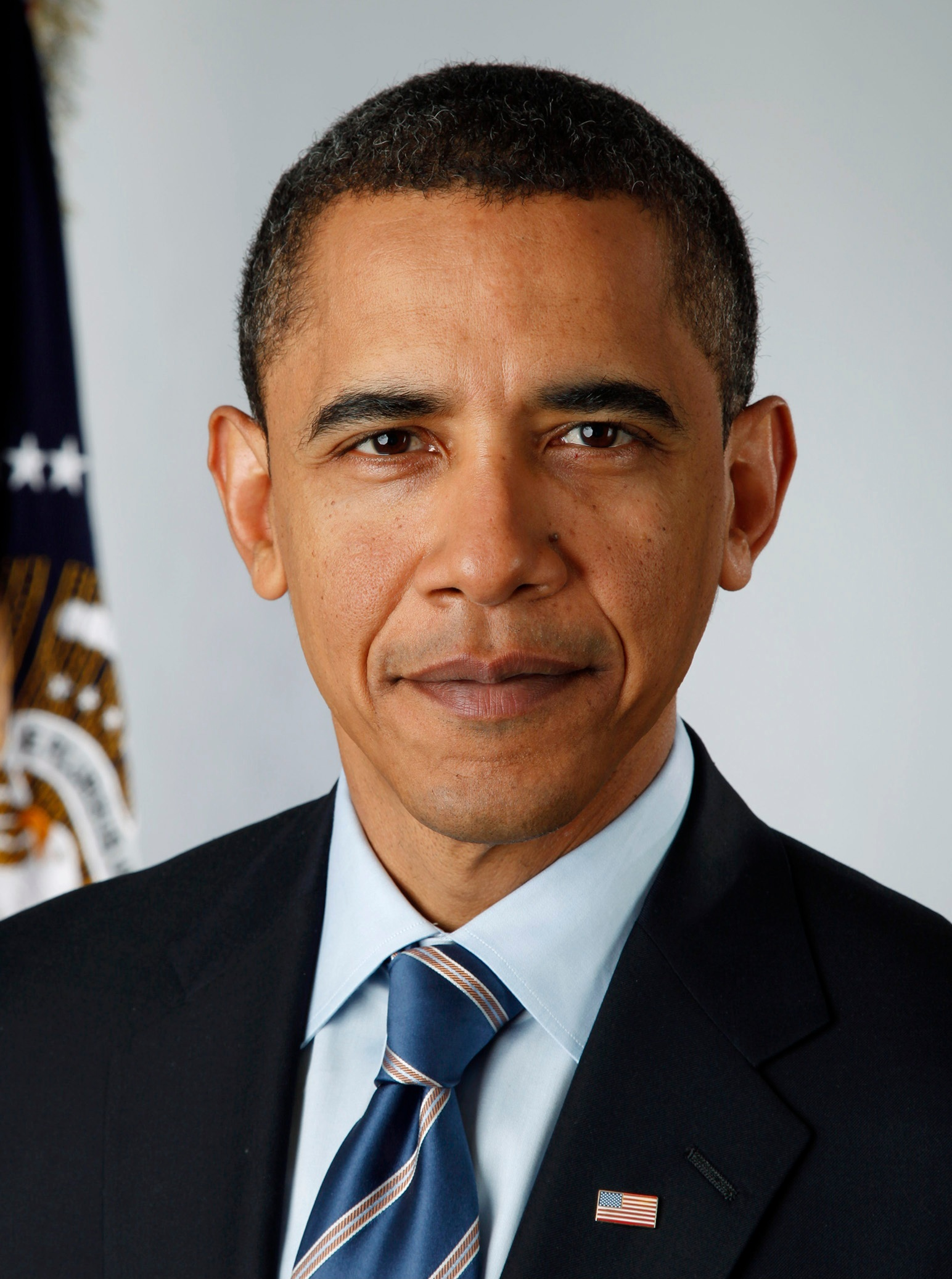
Barack Obama

- Ansbach/Deutschland: Bei einem Amoklauf am Gymnasium Carolinum in der mittelfränkischen Bezirkshauptstadt werden zehn Menschen verletzt. Der Täter wird bei der Festnahme vor Ort durch Schüsse verletzt.[68]
- Jakarta/Indonesien: Bei einem Anti-Terror-Einsatz der Polizei auf Java werden der seit langem gesuchte malaysische Fundamentalist Noordin Mohammed Top und drei weitere Menschen getötet.[69]
- Mogadischu/Somalia: Radikalislamische Aufständische verüben am Flughafen zwei Selbstmordanschläge auf Friedenstruppen der Afrikanischen Union.[70]
- Muzzafarabad/Pakistan: Bei einem Busunglück im pakistanischen Teil Kaschmirs kommen mindestens 30 Menschen ums Leben. Das mit 70 Fahrgästen besetzte Fahrzeug stürzt in eine 300 Meter tiefe Schlucht.[71]
- Peking/China: Bei einem Amoklauf werden zwei Menschen getötet und 14 weitere verletzt. Drei Männer stechen in einer belebten Einkaufsstraße nahe dem Tian’anmen-Platz mit Messern wahllos auf Passanten ein.[72]
- Washington, D.C. / Vereinigte Staaten: US-Präsident Barack Obama kündigt den Verzicht auf den umstrittenen Raketenabwehrschild in Polen und Tschechien an.[73]

### Freitag, 18. September 2009
- Kattowitz/Polen: Bei einer Methan-Selbstzündung in der Steinkohlegrube „Wujek“ kommen mindestens drei Bergleute ums Leben.[74]
- Port-Gentil/Gabun: Das deutsche Containerschiff „Pacific“ sinkt westlich der Küste des Zentralafrikanischen Landes, die 13-köpfige Besatzung kann gerettet werden. Das Schiff gehörte der Reederei Werse und fuhr unter der Flagge Zyperns.[75]

### Samstag, 19. September 2009
- München/Deutschland: Das 176. Oktoberfest wird eröffnet. Mit nur zwei Schlägen zapft Münchens Oberbürgermeister Christian Ude das erste Fass an.

### Sonntag, 20. September 2009
- Bregenz/Österreich: Bei der Landtagswahl in Vorarlberg verliert die ÖVP 4,1 Prozentpunkte, kann aber mit 50,8 Prozent knapp die absolute Mandats- und Stimmenmehrheit verteidigen. Die FPÖ gewinnt 12,3 Prozentpunkte und erreicht 25,2 Prozent der Wählerstimmen. Während die Grünen einen Zuwachs von 0,2 Prozentpunkten verbuchen können und somit auf 10,4 Prozent der Wählerstimmen kommen, verliert die SPÖ 6,8 Prozentpunkte und wird mit einem Anteil 10,1 Prozent der Wählerstimmen viertstärkste Kraft.[76]
- Kattowitz/Polen: Die Spanische Nationalmannschaft gewinnt die Basketball-Europameisterschaft. Im Finalspiel besiegen die Iberer Serbien mit 85:63.[77]
- St. Agatha/Österreich: Beim Internationalen Auto-Bergrennen in Oberösterreich kommt ein Rennwagen in einer Kurve vom Parcours ab. Zwei Zuschauerinnen werden getötet und zwei weitere Personen schwer verletzt.[78]

### Montag, 21. September 2009

Logo der FIA

- Fulda/Deutschland: Der Vorsitzende der Deutschen Bischofskonferenz, Erzbischof Robert Zollitsch gibt bekannt, dass die römisch-katholische Kirche einen starken Anstieg der Kirchenaustritte im Jahr 2008 zu verzeichnen hat. Wegen der Austritte sowie wegen der erwarteten rückläufigen Einkommen im Zuge der Finanzmarkt- und Wirtschaftskrise richte sich die katholische Kirche auf einen Rückgang des Kirchensteueraufkommens um zehn Prozent ein.[79]
- Paris/Frankreich: Die FIA schließt Flavio Briatore, langjähriger Formel-1-Teamchef bei Benetton und Renault, wegen eines von ihm angeordneten Unfalls lebenslang von der Formel 1 und anderen Veranstaltungen der FIA aus und verurteilt Renault F1 zu zwei Jahren auf Bewährung.[80]
- Qatna/Syrien: In einem Königspalast in Mittelsyrien entdecken Archäologen der Universität Tübingen eine Felsgruft mit hunderten Knochen und jahrtausendealtem Grabinventar. Dem Archäologen Peter Pfälzner zufolge könnte es sich dabei um Angehörige der königlichen Familie oder um Mitglieder des Hofstaates handeln.[81]

### Dienstag, 22. September 2009

Logo der OECD

- Atlanta / Vereinigte Staaten: Bei Überschwemmungen nach heftigen Regenfällen kommen im Südosten des Landes mindestens vier Menschen ums Leben. Der Gouverneur des US-Bundesstaats Georgia ruft für 17 Bezirke den Notstand aus.[82]
- Darfur/Sudan: Bei Kämpfen verfeindeter ethnischer Gruppen im Süden des Landes wurden in den vergangenen Tagen mehr als 100 Menschen getötet.[83]
- Paris/Frankreich: Als erste Frau ist die bulgarische Politikerin Irina Bokowa für das Amt der Generaldirektorin der UNESCO nominiert worden.[84]
- Paris/Frankreich: Die Organisation für wirtschaftliche Zusammenarbeit und Entwicklung (OECD) streicht unter anderem Belgien, Luxemburg, Monaco, die Schweiz und Österreich sowie Aruba und die niederländischen Antillen offiziell von der „Grauen Liste“ der Steueroasen und trägt sie in die „Weiße Liste“ ein.[85]
- Radevormwald/Deutschland: Beim Unfall eines Linienbusses in Nordrhein-Westfalen kommen fünf Menschen ums Leben.[86]

### Mittwoch, 23. September 2009
- New York / Vereinigte Staaten: Die Reden des libyschen Regierungschefs Muammar al-Gaddafi und des iranischen Präsidenten Mahmud Ahmadinedschad vor der UN-Vollversammlung sorgen für einen doppelten Eklat und führen zum zeitweiligen Auszug vieler Diplomaten.[87]
- Redeyef/Tunesien: Bei schweren Überschwemmungen kommen mindestens 17 Menschen ums Leben.[88]

### Donnerstag, 24. September 2009
- Alexandria/Ägypten: Eröffnung der 17. Junioren-Fußballweltmeisterschaft.
- Artvin/Türkei: Nach starken Regenfällen kommt es an der türkisch-georgischen Grenze zu Überschwemmungen und Erdrutschen. Mehrere Personen werden vermisst.[89]
- Çanakkale/Türkei: In der Nähe von Ruinen, die nach heutigem Stand der Wissenschaft der antiken Stadt Troja zugehören, finden Archäologen an der bisher bekannten äußeren Stadtgrenze ein Doppelgrab aus der Spätbronzezeit.[90]
- Staffordshire / Vereinigtes Königreich: Ein Hobbyarchäologe entdeckt den bisher größten Goldschatz aus der Zeit der Angelsachsen.[91][92]

### Freitag, 25. September 2009
- Berlin/Deutschland: Bundespräsident Horst Köhler unterschreibt den Vertrag von Lissabon und beendet damit die Ratifizierung für Deutschland.[93]
- Essen/Deutschland: In Deutschland stirbt erstmals ein Mensch an den Folgen einer Infektion mit dem Influenza-A-Virus H1N1, der weltweit pandemischen Form der Schweinegrippe.[94]
- Washington, D.C. / Vereinigte Staaten: Der demokratische Politiker Paul G. Kirk wird als Nachfolger für den im August 2009 verstorbenen Edward Kennedy als Senator für Massachusetts angelobt.[95]

### Samstag, 26. September 2009
- Los Angeles / Vereinigte Staaten: Vitali Klitschko verteidigt gegen Chris Arreola seinen WBC-Weltmeistertitel im Schwergewicht.
- Manila/Philippinen: Infolge des Tropensturms „Ketsana“ kommt es zum schwersten Hochwasser seit 42 Jahren. Dabei kommen mindestens 40 Menschen ums Leben.[96]
- Prag/Tschechische Republik: Papst Benedikt XVI. beginnt seine dreitägige Reise im Land.[97]
- Qom/Iran: Das Land informiert wenige Tage vor neuen Gesprächen über sein Atomprogramm die Internationale Atomenergieorganisation darüber, dass nahe der Stadt eine zweite, bislang unbekannte Anlage zur Uran-Anreicherung existiert.[98]
- Zürich/Schweiz: Aufgrund eines Haftbefehls aus den Vereinigten Staaten wird der Filmregisseur Roman Polański festgenommen.[99]

### Sonntag, 27. September 2009

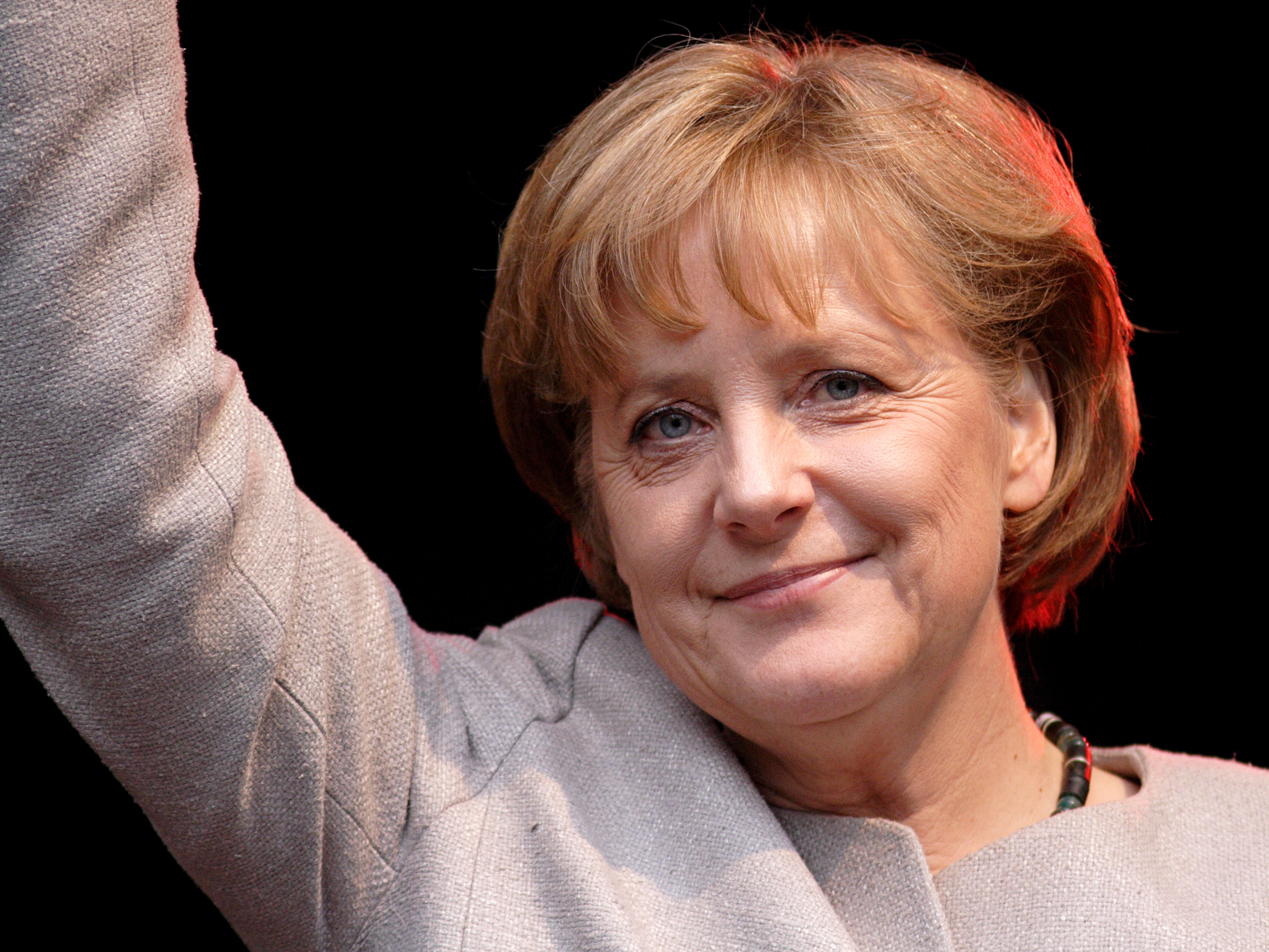
Angela Merkel

- Berlin/Deutschland: Bei der Bundestagswahl bleibt die Christlich-Demokratische Union Deutschlands (CDU) zusammen mit der bayrischen Christlich-Sozialen Union (CSU) stärkste Kraft, während die Sozialdemokratische Partei Deutschlands (SPD) massive Stimmeneinbußen zu verzeichnen hat. Die drei Parteien erreichen aber ihr schlechtestes Wahlergebnis seit den 1940er Jahren. Die kleinen im Bundestag vertretenen Parteien Freie Demokratische Partei (FDP), Bündnis 90/Die Grünen und Die Linke gewinnen an Stimmen hinzu und erreichen alle über 10 Prozent. Bundeskanzlerin Angela Merkel (CDU) und Guido Westerwelle (FDP) geben bekannt, die neue Regierungskoalition bilden zu wollen.[100]
- Bern/Schweiz: Das Volk nimmt in einer Volksabstimmung eine befristete Erhöhung der Mehrwertsteuer zur Zusatzfinanzierung der Invalidenversicherung an und schafft die allgemeine Volksinitiative ab.[101]
- Kiel/Deutschland: Bei der Landtagswahl in Schleswig-Holstein verlieren sowohl CDU als auch SPD jeweils über 10 Prozentpunkte, die CDU bleibt aber stärkste Kraft. FDP und Die Grünen können ihre jeweiligen Prozentpunkte verdoppeln, Die Linke zieht erstmals in den Landtag ein. Der Südschleswigsche Wählerverband (SSW) der dänischen Minderheit ist aufgrund einer Sonderregelung ebenfalls im Landtag vertreten. Ministerpräsident Peter Harry Carstensen (CDU) gibt bekannt, gemeinsam mit der FDP die Regierung bilden zu wollen.[102]
- Lissabon/Portugal: Bei den Parlamentswahlen erreicht die Sozialistische Partei von Ministerpräsident José Sócrates einen klaren Sieg, verfehlt jedoch die absolute Mehrheit. Die Sozialdemokratische Partei von Manuela Ferreira Leite wird zweitstärkste Kraft im Parlament.[103]
- Potsdam/Deutschland: Bei der Landtagswahl in Brandenburg ändert sich bei den großen Parteien SPD, Die Linke und CDU wenig, die SPD bleibt stärkste Kraft. FDP und Die Grünen ziehen wieder in den Landtag ein, dafür schafft es die DVU nicht mehr über die Fünf-Prozent-Hürde. Ministerpräsident Matthias Platzeck (SPD) kündigt Koalitionsgespräche mit der CDU und den Linken an.[104]
- St. Pölten/Österreich: Bei der Landtagswahl in Oberösterreich kann die Österreichische Volkspartei (ÖVP) ihr Wahlergebnis leicht verbessern und erhält knapp die absolute Mehrheit an Mandaten. Außerdem sind die Sozialdemokratische Partei Österreichs (SPÖ), welche über 13 Prozentpunkte verliert, die Freiheitliche Partei Österreichs (FPÖ) und Die Grünen im neuen Landtag vertreten.[105]

### Montag, 28. September 2009
- Brüssel/Belgien: Der österreichische Schriftsteller Paulus Hochgatterer wird als einer der ersten mit dem neu gestifteten Literaturpreis der Europäischen Union ausgezeichnet.[106]
- Chemnitz/Deutschland: Bei Ausgrabungen wird das Skelett eines Sauriers gefunden, welches es in Verbindung mit dem Versteinerten Wald erstmals ermöglicht, Rückschlüsse auf urzeitliche Nahrungsketten und Lebensräume zu ziehen.[107]
- Conakry/Guinea: Bei der gewaltsamen Auflösung einer Oppositionskundgebung werden in der Hauptstadt des westafrikanischen Landes mindestens 150 Menschen getötet.[108]

### Dienstag, 29. September 2009

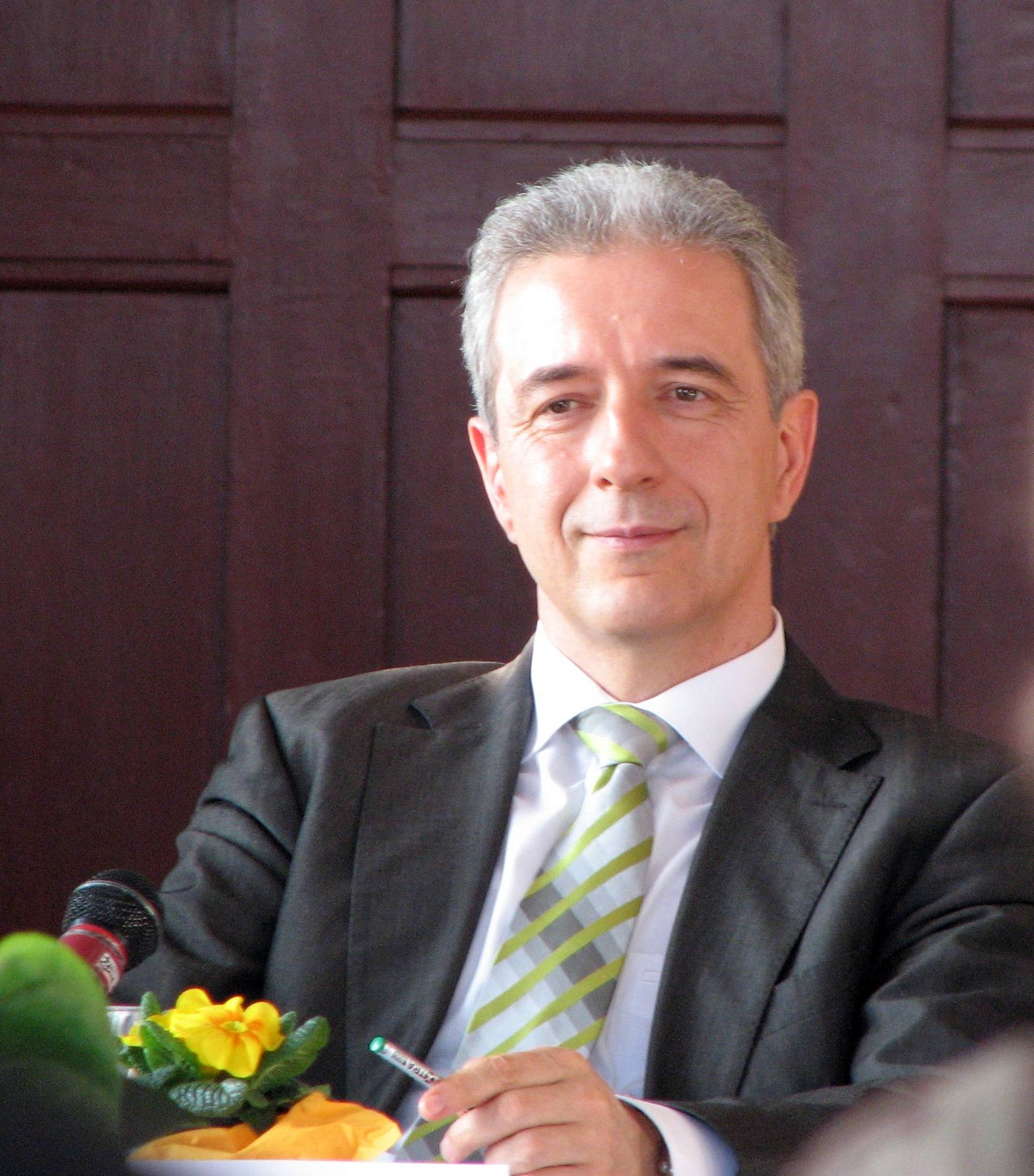
Stanislaw Tillich

- Dresden/Deutschland: Stanislaw Tillich wird mit den Stimmen der Koalition von Christlich Demokratischer Union (CDU) und Freier Demokratischer Partei (FDP) erneut zum Ministerpräsidenten des Freistaates gewählt.[109] Matthias Rößler wird bei der Konstituierung des 5. Sächsischen Landtags in das Amt des Landtagspräsidenten gewählt.
- Frankfurt am Main / Deutschland: Olympic Airlines stellt den Flugbetrieb nach 50 Jahren ein. Die von Aristoteles Onassis gegründete Fluggesellschaft wird wieder privatisiert und wird am 1. Oktober 2009 unter dem neuen Namen Olympic Air neu gegründet. Dabei fallen ein Großteil der Auslandsverbindungen weg.[110]
- Pazifik: Nach einem schweren Seebeben zerstört ein Tsunami auf der Insel Samoa mehrere Dörfer. Dabei kommen mindestens 34 Menschen ums Leben. Das Beben hatte nach unterschiedlichen Angaben eine Stärke von 7,9 oder 8,3. Für die gesamte Westküste der USA wird die dritthöchste Warnstufe tsunami advisory ausgegeben.[111][112][113]

### Mittwoch, 30. September 2009
- Antalya/Türkei: Die Weltmeisterschaft im Fechten beginnt.[114]
- Padang/Indonesien: Ein schweres Erdbeben der Stärke 7,6 Mw fordert viele Todesopfer.[115]